# نازیست‌زایی

مراحل پیدایش حیات از مواردی مانند زیست‌پذیری سیاره‌ای و سنتز غیرزیستی مولکول‌های ساده، تا ناشناخته‌ها، مانند اشتقاق آخرین نیای مشترک جهانی (LUCA) با عملکردهای مولکولی پیچیده‌اش متغیر است.

نازیست‌زایی، پیدایش خود به خود یا آبیوژنز به نظریه‌ای می‌گویند که معتقد است موجودات زنده از مواد بی‌جان نشأت می‌گیرند.

## تاریخچه
تاریخچهٔ این نظریه به دوران یونان باستان بر می‌گردد، در آن دوران اعتقاد عامه بر این بود که کرم از گوشت گندیده و مگس و قورباقه از گل‌ولای شکل می‌گیرند. خلق الساعه حداقل از زمان ارسطو که در سال ۳۸۴ تا ۳۲۲ پش از میلاد می‌زیست، وجود داشت. دلایلی که ارسطو برای خلق الساعه نوشته‌است قرن‌ها مورد توجه بود.
در سده هفدهم دانشمندی ون هلمونت  که به نظریه خلق الساعهٔ حیوانات معتقد بود یک پیراهن کثیف را با چند دانه گندم در گوشه‌ای قرار داد، پس از۲۱ روز تعدادی موش در اطراف آنها مشاهده کرد او به این نتیجه رسید که موش‌ها خود به خود از پیراهم کثیف و دانه‌های گندم پدید آمده‌اند.

## رد این نظریه
جان نیدهم  در سال ۱۷۴۹ (میلادی) آزمایشی که روی گوشت پخته انجام داد به این نتیجه رسید که گوشت از ابتدا به ریزاندامگان‌ها آلوده است پس آنها از گوشت ناشی می‌شوند ولی لازارو اسپالانزانی  گوشتی را به مدت یک ساعت در ظرف در بسته‌ای جوشانید و آن را به همانگونه نگهداری کرد و متوجه شد که در آن هیچ تغییری روی نمی‌دهد با این حال نیدهم متقاعد نگشت چون عقیده داشت در آزمایش اسپالانزانی هوا که یکی از نیازهای ریزاندامگان‌های تولید شده از گوشت است تامین نگشته‌است.

بالنی که لویی پاستور در رد نظریه نازیست‌زایی از آن بهره جست

حدود ۸۰ سال بعد فرنز شولز  و تئودور شوان  [فرنز با رد کردن هوا از محلول اسید و شوان با داغ کردن هوا] هوا را در یک محیط حاوی گوشت جوشیده وارد کردند و در آن هیچ تغییری روی نداد با این حال منتقدین آن بر این بودند که داغ کردن و اسید قدرت زایندگی اکسیژن را گرفته‌است.
تا این که لوئی پاستور  در آزمایشی مشابه شولز اما در دهانه بالن حاوی آبگوشت از لوله دارای انحنا استفاده نمود در این صورت محیط همچنان سترون باقی می‌ماند ولی زمانی که محتویات را با خمیدگی لوله تماس می‌دادند و دوباره به محیط بازمی‌گرداندن ریزاندامگان‌ها در محیط پدیدار می‌گشتند که این آزمایش باعث رد کامل نظریه نازیست‌زایی شد.